# Titivillus

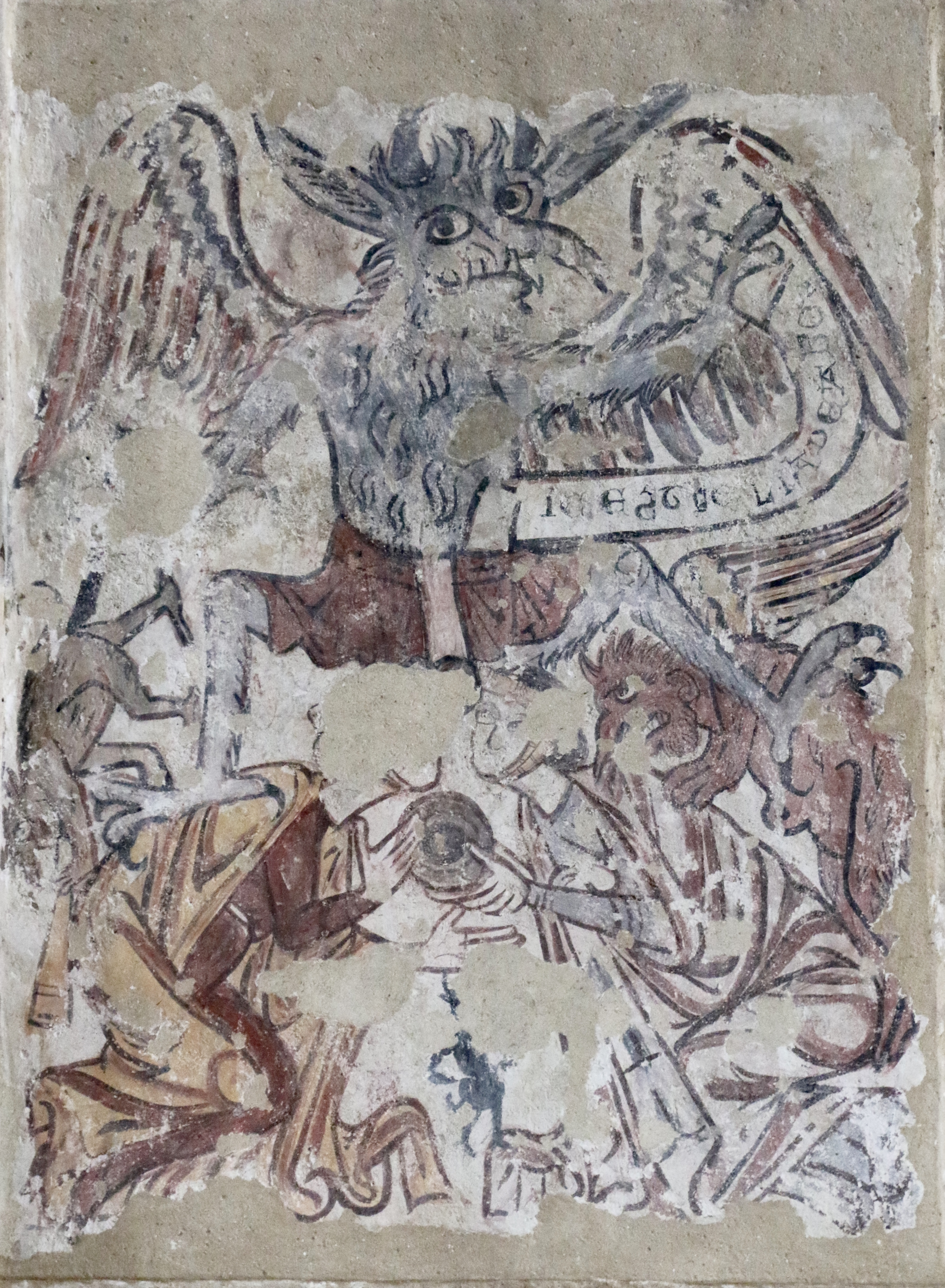
Titivillus przedstawiony na malowidle ściennym w kościele w Melbourne

Titivillus lub Tutivillus – diabeł, postać z folkloru średniowiecznej Europy, zapisujący przewiny ludzkie w celu wykorzystania ich jako dowodów na Sądzie Ostatecznym. Imię diabła pochodzi prawdopodobnie od łac. titivillicium („coś bez wartości”). Początkowo stanowił część kultury klasztornej: miał nosić ze sobą worek, do którego zbierał niedbale wymówione przez zakonników sylaby modlitw, był też obwiniany przez klasztornych kopistów za błędy w przepisywanych dziełach. 
Najwcześniejsze wzmianki o nim pochodzą z XIII wieku. W zbiorze exemplów Sermones Vulgares Jacquesa de Vitry (ok. 1220) przytoczona jest historia o diable zbierającym do worka sylaby, jednak bez wymienionego imienia. Imię Titivillusa pojawia się po raz pierwszy w dziele Tractatus de Poenitentia Jana z Walii (ok. 1285). Opisany jest on tam następująco: Fragmina verborum Titivillus colligit horum / Quibus die mille vicibus se sarcinat ille, co oznacza, że codziennie napełnia fragmentami słów tysiąc worków.
Postać Titivillusa wykorzystywana była przez kaznodziejów, aby ganić wiernych, którzy nie uważali w kościele. W czasie mszy świętej diabeł miał zapisywać na pergaminie gadaninę wiernych, rozmawiających podczas nabożeństwa. W jednej z popularnych historii o Titivillusie – przywoływanej w licznych zbiorach exemplów, kazaniach i dziełach literackich – diabeł musi zębami rozciągać swój pergamin, by zmieścić na nim całą gadaninę obecnych w kościele kobiet. Przy tym upada i rozbija sobie głowę o ścianę. W innej wersji tej historii diabeł pada na ziemię, gdy jego worek, przepełniony zebranymi słowami, znienacka pęka w środku kazania. 
Titivillus występuje jako postać w rozmaitych średniowiecznych dramatach i misteriach. Do dziś zachowały się różne portrety tego diabła w kościołach, m.in. malowidło w XVII-wiecznym drewnianym kościele w Porębach Dymarskich bądź płaskorzeźba na fasadzie kościoła San Pietro w Spoleto, na której Titivillus odczytuje winy osądzanego grzesznika. 